# 国鉄クサ9000形貨車
国鉄クサ9000形貨車（こくてつクサ9000がたかしゃ）は、1967年（昭和42年）に川崎車輛（現在の川崎重工業車両カンパニー）で1両が試作された、日本国有鉄道（国鉄）のカンガルー方式ピギーバック輸送用車運車である。

## 背景
その当時、道路と鉄道を一貫して貨物輸送を行う方式として、コンテナを利用した方式が次第に普及しつつあった。これ以外にアメリカ合衆国ではトラックを貨車にそのまま搭載して運ぶピギーバック輸送が普及しつつある状況で、日本でもこれに倣ってピギーバック輸送の導入が検討された。しかしヨーロッパや日本ではアメリカに比べて車両限界が小さく、トラックをそのまま貨車に積み込んで運ぶことは困難であった。この問題をクリアするためにカンガルー方式と低床方式の2つが考えられ、この形式はそのうちカンガルー方式の試作車として開発された。

## 構造
カンガルー方式のピギーバック輸送はフランスで考案されたもので、トレーラーのタイヤを貨車の台枠内側に設けた窪みに収納することで、貨車上のトレーラーの高さを下げて車両限界に収めるものである。収納された状態では、トレーラーのボディのみが貨車の上にコンテナのように載っているように見える。
貨車の全長は17,790mm、全幅は2,610mm、全高は1,950mmで自重は21.3t、荷重は21tである。車体はコンテナ車によく似た外観をしている。台車はワキ10000形の試作車に用いられたTR94形を流用している。これはタイヤ格納部のため通常のブレーキ装置を装備できず、台車にブレーキシリンダーが内蔵されたものを採用したからである。ブレーキは自動空気ブレーキと留置ブレーキとして手ブレーキを採用している。
トレーラーは2台搭載することができる。このためタイヤ格納部が2箇所に設置されている。荷役は専用のトラクターを使い、貨車の上を自走した上でタイヤ格納部の片側に付けられている傾斜部を利用して落とし込み、また引き上げる。この格納部に緊締装置が付いており、タイヤが動かないように固定する。トレーラーに与える衝撃などを考えて突放禁止とされている。またトレーラーが車体上を移動する際に、他のタイヤ格納部の上を通過できるようにするために塞ぎ板が用意されており、手作業で開閉することができる。また隣接車両へ渡れるようにするための折りたたみ式渡り板も装備されている。
搭載するセミトレーラーもこの時に試作され、ST1・ST2の番号が与えられた。国鉄の財産区分としては機械扱いとされている。自重3.5t、荷重7tで満載時10.5tとなる。全長6,219mm、全幅 2,320mm、全高 2,050mmで内容積は26.6m3と10tコンテナより小型である。塗装は銀色であった。前妻部に荷役用の専用トラクターと接続するピンが用意されており、タイヤはダブルタイヤのものを後部に1軸装備し、またトラクターと連結しない時に立てておけるようにスタンディングジャッキが前部に設けられている。

## 試験から廃車まで
完成後しばらくの間試験が行われ、1968年（昭和43年）8月からは淀川駅常備の扱いで淀川 - 塩浜操間で数ヶ月に渡って輸送試験が行われた。荷役が煩雑であること、コンテナ輸送が拡大したことなどから実用化は行われず、塩浜操駅でしばらく放置された後、1972年（昭和47年）度に操車場の貨車の入換に用いるリニアモーターカーの保守作業用車として職用車ヤ250形に改造されて形式消滅となった。